# Winston-Salem T-birds
Die Winston-Salem T-birds waren eine US-amerikanische Eishockeymannschaft aus Winston-Salem, North Carolina. Das Team spielte in der Saison 2003/04 in der South East Hockey League. 

## Geschichte
Die Mannschaft wurde 2003 als Franchise der erstmals ausgetragenen South East Hockey League gegründet. Die Mannschaft erhielt ihren Namen in Anlehnung an die Winston-Salem Thunderbirds, die von 1989 bis 1992 unter diesem Namen in der ECHL aktiv waren. In ihrer einzigen Spielzeit belegten die T-birds den vierten Platz der SEHL nach der regulären Saison. Damit waren sie das einzige Team der Liga, das die Playoffs verpasste. Als die Liga schon nach einem Jahr wieder aufgelöst wurde, stellten auch die T-birds den Spielbetrieb ein. 
Die Lücke, die die T-birds in Winston-Salem hinterließen, wurde von den Winston-Salem Polar Twins gefüllt, die in der Saison 2004/05 am Spielbetrieb der Southern Professional Hockey League teilnahmen.

## Saisonstatistik
Abkürzungen: GP = Spiele, W = Siege, L = Niederlagen, T = Unentschieden, OTL = Niederlagen nach Overtime SOL = Niederlagen nach Shootout, Pts = Punkte, GF = Erzielte Tore, GA = Gegentore, PIM = Strafminuten
| Saison  | GP | W  | L  | T | OTL | SOL | Pts | GF  | GA  | Platz    | Playoffs           |
| 2003/04 | 56 | 18 | 38 | — | —   | —   | 36  | 178 | 245 | 4., SEHL | nicht qualifiziert |

## Team-Rekorde

### Karriererekorde
Spiele: 55  Chris Seifert
Tore: 26  Chris Seifert
Assists: 32  Chris Seifert
Punkte: 58  Chris Seifert
Strafminuten: 228  Hunter Lahache